# M578 (БРЕМ)
M578 (англ. M578 light recovery vehicle) — легка гусенична броньована ремонтно-евакуаційна машина виробництва США, створена на базі самохідних артилерійських установок M107 та M110 компанією FMC Corporation. БРЕМ призначалася для виконання ремонтних, відновлювальних та евакуаційних робіт бронетехніки в польових (бойових) умовах. M578 уперше надійшла на озброєння армії США в жовтні 1962 року й перебувала у ремонтних підрозділах армії до 1990-х років.

## Зміст
Замовлення на серійне виробництво M578 було видано фірмі FMC Corporation і перша серійна БРЕМ зійшла з конвеєра у жовтні 1962 року. Надалі виробництво M578 здійснювали також Pacific Car & Founry, Bowen-McLaughlin-York, Food Machinery & Chemical та General Motors. Середня контрактна вартість машини для партії з 388 M578 виробництва Bowen-McLaughlin-York, замовлених для армії США в 1975—1976 роках, становила 171 000 $.

### Оператори
- Австрія: Сухопутні війська Австрії
- Бразилія: Сухопутні війська Бразилії
- Велика Британія: Британська армія
- Південний В'єтнам: Армія Республіки В'єтнам
- В'єтнам: Сухопутні війська В'єтнаму
- Греція: Сухопутні війська Греції
- Данія: Королівська армія Данії
- Єгипет: Сухопутні війська Єгипту
- Ємен: Сухопутні війська Ємену
- Ізраїль: Ізраїльська армія
- Йорданія: Королівська армія Йорданії
- Ліван: Сухопутні війська Лівану
- Марокко: Королівська армія Марокко
- Португалія: Португальська армія
- Саудівська Аравія: Королівська Саудівська армія
- США: Армія США
- Таїланд: Королівська армія Таїланду
- Туреччина: Сухопутні війська Туреччини